# San Cristóbal de Segovia (kommunhuvudort)
San Cristóbal de Segovia är en kommunhuvudort i Spanien.   Den ligger i provinsen Provincia de Segovia och regionen Kastilien och Leon, i den centrala delen av landet, 70 km nordväst om huvudstaden Madrid. San Cristóbal de Segovia ligger 1 076 meter över havet och antalet invånare är 2 437.
Terrängen runt San Cristóbal de Segovia är platt åt nordväst, men åt sydost är den kuperad.Runt San Cristóbal de Segovia är det ganska tätbefolkat, med 108 invånare per kvadratkilometer. Närmaste större samhälle är Segovia, 3,5 km väster om San Cristóbal de Segovia. Trakten runt San Cristóbal de Segovia består till största delen av jordbruksmark.